# Phytosus spinifer
Phytosus spinifer är en skalbaggsart som beskrevs av Curtis 1838. Phytosus spinifer ingår i släktet Phytosus och familjen kortvingar. Enligt den svenska rödlistan är arten nära hotad i Sverige. Arten förekommer i Götaland. Artens livsmiljö är havsstränder. Inga underarter finns listade i Catalogue of Life.